# Petrurgie

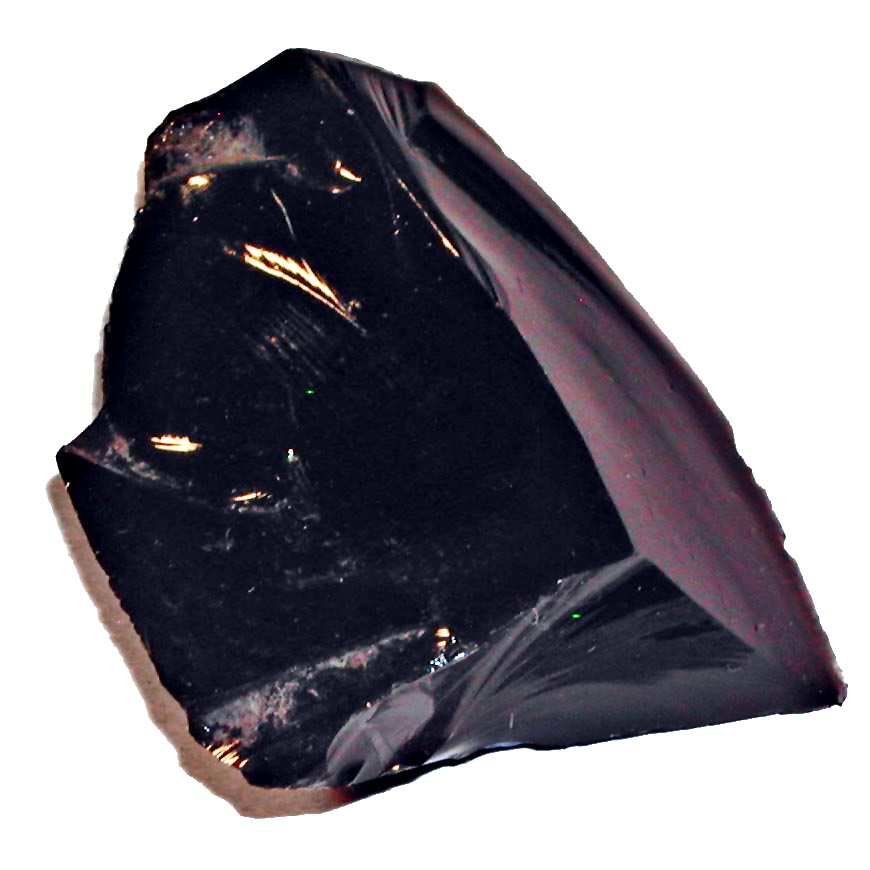
Obsidian (vulkanisches Gesteinsglas aus Oregon, USA)

Zur Petrurgie zählen Prozesse des Schmelzens, der Bildung von Phasen (z. B. Kristallisation) sowie der Formgebung sedimentärer und magmatischer Gesteine und Gesteinsgemenge.